# Stanisław Mendelson

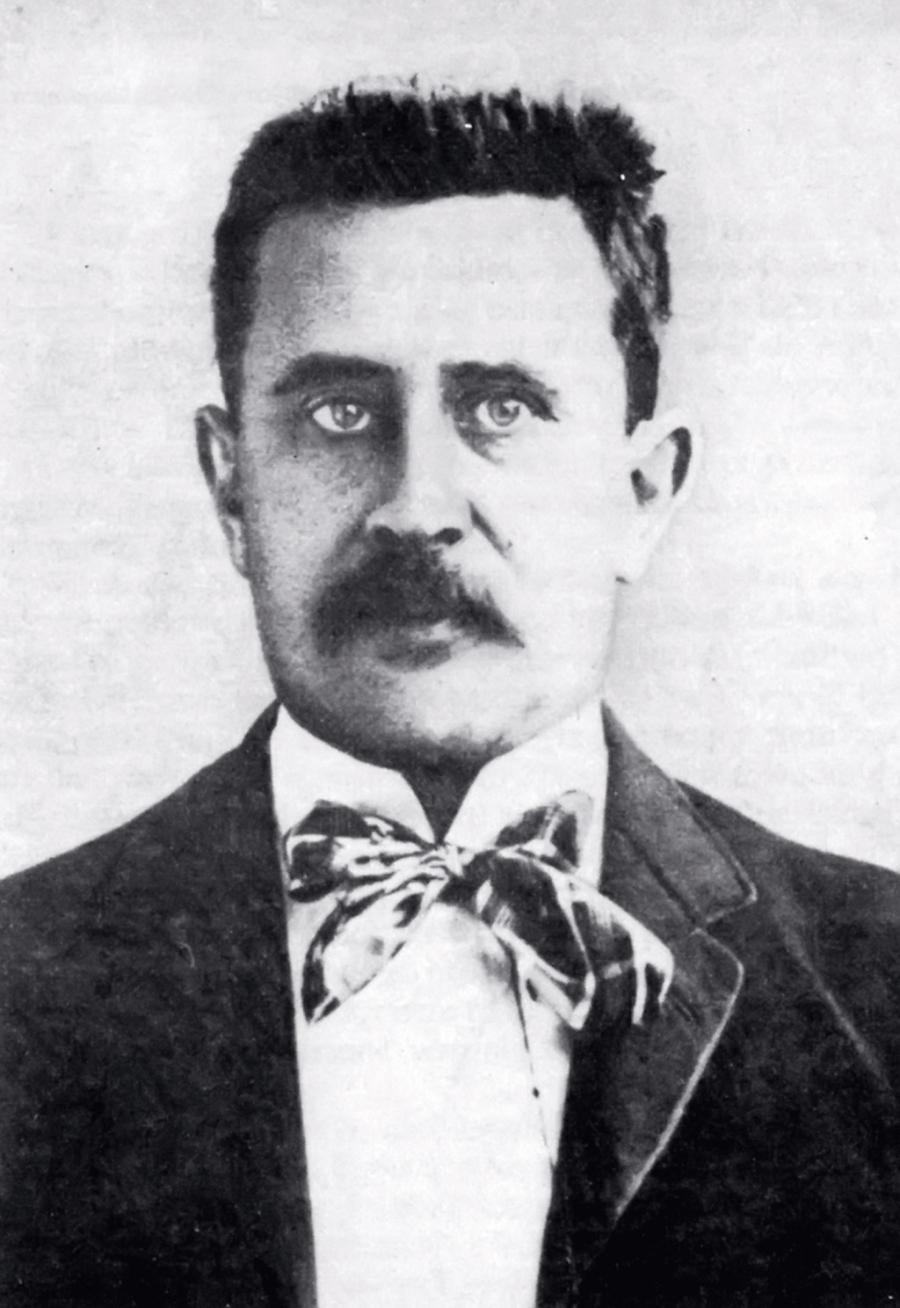
Stanisław Mendelson

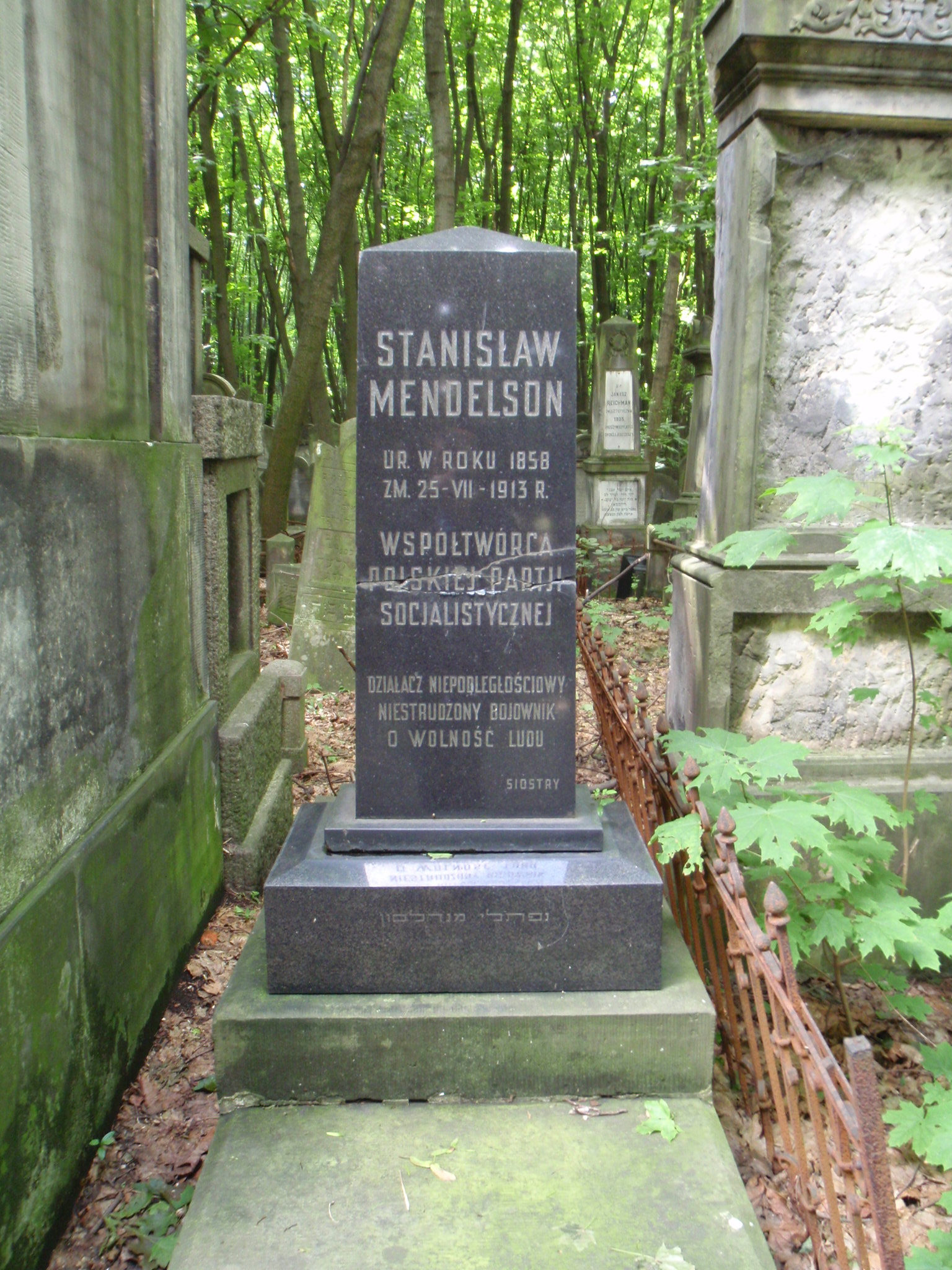
Tumba de Mendelson en el cementerio judío de Varsovia

Stanisław (Salomon Naftali) Mendelson (18 de noviembre de 1858, Varsovia - 25 de julio de 1913, Varsovia) fue un político socialista polaco y publicista de ascendencia judía. Fue un activista del movimiento obrero polaco e internacional.
Fue uno de los principales activistas y creadores del primer programa del Partido Socialista Polaco. En 1875-1878 ayudó a organizar grupos socialistas en Varsovia. En 1878 Mendelson emigró a Suiza y posteriormente vivió en Francia y el Reino Unido. Fue cofundador y editor de las primeras revistas socialistas polacas: Równość, Przedświt y Walka Klas.
En 1880 fue acusado, junto con otros activistas, en un proceso judicial con los socialistas en Cracovia. En 1882-1884 organizó grupos socialistas en Poznań y finalmente fue encarcelado por las autoridades prusianas. Siendo un hábil organizador y publicista, Mendelson se hizo amigo personalmente de muchos de los socialistas europeos más destacados: Friedrich Engels, Karl Liebknecht, Eduard Bernstein, Karl Kautsky, Paul Lafargue, Georgi Plejánov y otros.

## Obras
- Kwestyja polska i polityka koła polskiego (1893)
- Historia ruchu komunistycznego we Francji w 1871 (1904)